# Almere Poort vasútállomás
Almere Poort vasútállomás vasútállomás Hollandiában, Almere városában.

## Vasútvonalak
Az állomást az alábbi vasútvonalak érintik:
- Weesp–Lelystad-vasútvonal

## Kapcsolódó állomások
A vasútállomáshoz az alábbi állomások vannak a legközelebb:
- Weesp vasútállomás
- Almere Muziekwijk vasútállomás